# Dunedin (Schiff, 1919)
HMS Dunedin war ein britischer Leichter Kreuzer der Danae-Klasse. Benannt wurde das Schiff nach der auf der Südinsel Neuseelands gelegenen Stadt Dunedin. Der Kreuzer ist das einzige britische Kriegsschiff, das bislang auf diesen Namen getauft wurde. Die Dunedin wurde am 5. November 1917 auf der Werft von Armstrong-Whitworth & Co. im englischen Newcastle upon Tyne auf Kiel gelegt und lief am 19. November 1918 von Stapel. Die Indienststellung erfolgt am 13. September 1919.

## Bewaffnung
Die Bewaffnung bestand aus sechs 152-mm-Geschützen L/45 Mark XII (mit je 200 Schuss Munitionsvorrat) in Einzelaufstellung, wobei alle sechs Kanonen in Mittelschiffslinie standen (je zwei vor und hinter den Aufbauten in überhöhter Aufstellung und zwei vor und hinter den beiden Schornsteinen) und somit bei einer Breitseite zum Tragen gebracht werden konnten. Das Gewicht einer Breitseite lag bei rund 272 Kilogramm. Daneben befanden sich zwei einzeln aufgestellte 102-mm-Flugabwehrkanonen zu beiden Seiten der Schornsteine und zwei 40-mm-Schnellfeuerkanonen Mark II an Bord. Bis zum relativ frühen Verlust des Schiffes änderte sich diese Bewaffnung kaum, lediglich die beiden älteren 40-mm-Kanonen wurden während eines Werftaufenthaltes 1940 gegen acht schwere 12,7-mm-Fla-Maschinengewehre in zwei Vierlingslafetten ausgetauscht.
Die Torpedobewaffnung des Kreuzers war sehr stark, so befanden sich zwölf 533-mm-Torpedorohre in vier drehbaren Drillingsrohrsätzen an Oberdeck, wobei je zwei Rohrsätze nach Backbord und nach Steuerbord feuern konnten.

## Einsätze in der Vorkriegszeit
Nach der Indienststellung und dem Abschluss der Probefahrten operierte die Dunedin zunächst als Patrouillenschiff in der Ostsee, wobei im Juni und Juli 1920 Danzig, Libau und Kopenhagen angelaufen wurden. Ab Februar 1921 war der Kreuzer wieder beim 1. Kreuzer-Geschwader der Atlantic Fleet und nahm an deren Einsätzen teil.

### Dienst auf der Neuseeland-Station
1924 wurde der Kreuzer zur New Zealand Division der Royal Navy abkommandiert, um dort den älteren Leichten Kreuzer Chatham abzulösen. Auf der Überführungsfahrt durch das Mittelmeer und über Aden schloss sich die Dunedin im Indischen Ozean der Special Service Squadron an. Es handelte sich um eine kleine Flotte mit den Schlachtkreuzern Hood und Repulse und den baugleichen leichten Kreuzern Danae, Delhi, Dragon und Dauntless an. Mit diesen besuchte die Dunedin Ceylon, Penang, Singapur und Australien und erreichte im Mai 1924 Neuseeland, wo sie in Auckland stationiert wurde. Auf dieser Station verblieb der Kreuzer bis ins Jahr 1932. Während dieser Zeit bestimmten vor allem Patrouillen- und Manöverfahrten im Pazifik den Alltag des Schiffes, unter anderem wurden dabei Papeete und Suva angelaufen. 1931 beteiligte sich der Kreuzer ferner an Hilfsmaßnahmen in der Stadt Napier nach dem Hawke’s-Bay-Erdbeben. Im Frühjahr 1932 verlegte die Dunedin zu einer Generalüberholung für fünf Monate zurück nach Großbritannien. Nach dem Abschluss dieser Ausbesserungsarbeiten in Chatham lief der Kreuzer wieder nach Neuseeland aus, wo er im Oktober 1932 eintraf. Repräsentationsreisen und Patrouillenfahrten führten das Schiff in den Folgejahren nach Samoa, Tahaa, Sydney und Tonga.

### Reserve
Im März 1937 verlegte die Dunedin über Jamaika endgültig wieder zurück ins Vereinigte Königreich und wurde, nachdem das Schiff im Mai 1937 an der Flottenparade anlässlich der Krönung von König Georg VI. teilgenommen hatte, dort im Januar 1938 vorübergehend in die Reserve versetzt. Für 18 Monate diente der Kreuzer als Artillerieschule und als Schulschiff für die Kadettenausbildung in Portsmouth. Während eines Übungsschießens versenkte die Dunedin am 15. November 1938 über dem Hurd’s Deep, nordwestlich der Insel Alderney, den als Zielschiff genutzten ehemaligen britischen Flottenversorger Bacchus durch Artilleriebeschuss.

## Zweiter Weltkrieg
Beim Kriegsausbruch im September 1939 wurde das Schiff wieder in den aktiven Dienst genommen und zunächst dem 12. Kreuzer-Geschwader in Scapa Flow zugeteilt. Ab dem 30. September 1939 operierte die Dunedin von Scapa Flow aus, mittlerweile zum 11. Kreuzer-Geschwader detachiert, als Teil der Northern Patrol im Gebiet zwischen den Färöer-Inseln und den Orkney-Inseln, um dort eventuell nach Deutschland durchbrechende deutsche Handelsschiffe abzufangen. Von einer zeitweiligen (und ergebnislosen) Suche nach den beiden deutschen Schlachtschiffen Scharnhorst und Gneisenau abgesehen, die im November 1939 gegen die Northern Patrol einen kurzen Vorstoß unternommen hatten, verlief diese Einsatzzeit ereignislos.

### 1940: Einsätze in der Karibik und im Mittelatlantik
Ende Februar 1940 wurde die Dunedin von der Northern Patrol abgezogen und nach Kingston auf Jamaika verlegt. Während der Verlegung stellte die Dunedin am 2. März 1940 etwa 60 Seemeilen westsüdwestlich der Windward-Passage den zuvor aus Aruba ausgelaufenen deutschen Frachter Heidelberg (6.530 BRT). Um eine Kaperung zu vermeiden, versenkten die Deutschen ihr Schiff durch das Öffnen der Seeventile selbst. Die gesamte Besatzung des deutschen Schiffes wurde von der Dunedin aufgenommen. Die Besatzung der Heidelberg, die an Bord des britischen Kreuzers höflich und freundlich behandelt wurde, wurde am 3. März auf Jamaika angelandet und dort interniert.
Nur fünf Tage später, am 7. März 1940, sichtete der Kreuzer, zusammen mit dem kanadischen Zerstörer Assiniboine, in der Mona-Passage den zuvor aus Curaçao ausgelaufenen deutschen Frachter Hannover (5.537 BRT). Das deutsche Schiff versuchte, sich dem Zugriff durch die beiden Kriegsschiffe zu entziehen, und flüchtete in die Dreimeilenzone der Dominikanischen Republik. Da der Zerstörer immer noch in unmittelbarer Nähe stand, setzten die Deutschen ihr Schiff in den frühen Morgenstunden des 8. März, etwa gegen 1 Uhr, im Laderaum in Brand und ruderten mit den Beibooten zur nahen Küste. Da die Seeventile aber nicht geöffnet worden waren und die Feuer nicht wie vermutet die Ladung entzündet hatten, sank die Hannover nicht und konnte am Morgen des gleichen Tages von einem Prisenkommando der Dunedin geentert werden. Die Briten benötigten dennoch fast vier Tage, um die Schwelbrände an Bord endgültig zu löschen, konnten das Schiff aber letztlich retten und nach Jamaika abschleppen. Aus der Hannover wurde später nach einem behelfsmäßigen Umbau der erste britische Geleitflugzeugträger, die Audacity.
Die Dunedin verblieb danach bis zum Sommer 1940 als Teil des 8. Kreuzer-Geschwaders in der Karibik und übernahm Sicherungsdienste. Im August 1940 nach Großbritannien zurückbeordert, erhielt das Schiff während einer bis zum 13. September dauernden Werftüberholung in Greenock acht neue 12,7-mm-Fla-MG und wurde einer Entmagnetisierung zwecks einer Verbesserung des Minenschutzes unterzogen. Im Spätjahr 1940 sicherte der Kreuzer die Küste von Südwestengland sowie die Südausläufer der Irischen See und wurde zur Bekämpfung etwaiger deutscher Invasionsabsichten (s. hierzu auch den Artikel Unternehmen Seelöwe) in Bereitschaft gehalten.
Am Weihnachtstag 1940 zum Geleitschutz des großen und stark gesicherten Truppentransport-Geleitzuges WS-5A detachiert, der auf dem Weg von Liverpool nach Freetown war, nebelte die Dunedin diesen Konvoi am Morgen des 25. Dezember ein, als der Verband etwa 700 Seemeilen westlich von Kap Finisterre von dem deutschen Schweren Kreuzer Admiral Hipper angegriffen wurde (die Dunedin hatte allerdings keine direkte Gefechtsberührung mit dem deutschen Schiff, das nach einem kurzen Artillerieduell mit dem britischen Schweren Kreuzer Berwick den Angriff erfolglos abbrach). Im Anschluss verlegte die Dunedin nach Gibraltar, wo sie am 29. Dezember 1940 eintraf, und übernahm dort bis zum Februar 1941 Sicherungsaufgaben.

### 1941: Operationen gegen feindliche Handelsschiffe im Atlantik
Nach einem Werftaufenthalt in Devonport im März 1941 verlegte die Dunedin ab dem 8. April wieder in den Mittelatlantik, um dort nach deutschen Blockadebrechern, U-Boot-Versorgungsschiffen und Hilfskreuzern sowie nach vichy-französischen Handelsschiffen zu suchen. Hierbei gelangen dem Kreuzer erneut einige Erfolge:
- 15. Juni 1941: Aufbringung und Kaperung des großen deutschen Versorgungstankers Lothringen (10.746 BRT) nördlich von Kap Verde. Das Schiff war zuvor von einem Flugzeug des britischen Flugzeugträgers Eagle gesichtet worden. An Bord wurden neben streng geheimen Unterlagen der deutschen Verschlüsselungsmaschine Enigma auch 36 deutsche U-Boot-Torpedos erbeutet, was der britischen Seite Einblick in die Konstruktionsweise dieser Waffe bot.[6] Der Tanker wurde später als Empire Salvage in die britische Handelsflotte übernommen, überstand den Krieg und ging 1946 an die Niederlande.[7]
- 30. Juni 1941: Aufbringung und Kaperung des unter vichy-französischer Flagge laufenden Frachters Ville de Tamatave (4.993 BRT) östlich des Sankt-Peter-und-Sankt-Pauls-Felsens. Das Schiff wurde später der britischen Elder Dempster Lines zur Verfügung gestellt und ging im Januar 1943 im Nordatlantik durch Schiffbruch in einem Sturm verloren (wobei es 88 Tote gab).[8]
- 1. Juli 1941: Aufbringung und Kaperung des unter vichy-französischer Flagge laufenden Frachters D’Entrecasteaux (7.291 BRT). Das Schiff wurde später dem Ministry of War Transport (MoWT) übergeben und unter gleichem Namen bei der britischen Ellerman Lines eingesetzt. Das Schiff ging am 8. November 1942 durch einen Torpedoangriff des deutschen U-Bootes U 154 verloren.[9]
- 22. Juli 1941: Aufbringung und Kaperung des ebenfalls unter vichy-französischer Flagge laufenden Frachters Ville de Rouen (5.598 BRT) östlich von Natal[10]. Das Schiff wurde später dem Ministry of War Transport (MoWT) übergeben und unter gleichem Namen eingesetzt. Es ging im Dezember 1942 durch einen deutschen U-Boot-Angriff verloren.

Insgesamt konnte die Dunedin sechs deutsche oder vichy-französische Handelsschiffe mit zusammen 40.695 BRT aufbringen oder zur Selbstversenkung zwingen.
Bis Herbst 1941 operierte die Dunedin, gemeinsam mit den beiden Schweren Kreuzern Devonshire und Dorsetshire, weiterhin im Mittel- und Südatlantik gegen deutsche Versorgungsschiffe und Hilfskreuzer. Alle drei Schiffe operierten unabhängig voneinander. Dabei gelang der Devonshire am 22. November die Versenkung des deutschen Hilfskreuzers Atlantis. Nach diesem Erfolg erhielt die Dunedin den Auftrag, nach dem deutschen U-Boot-Versorgungsschiff (Z-Schiff) Python (3.664 BRT) zu suchen, das im Seegebiet südlich des Sankt-Peter-und-Sankt-Pauls-Felsens vermutet wurde.

## Versenkung
In den Nachmittagsstunden des 24. Novembers, etwa gegen 14:50 Uhr, sichtete der Ausguck des deutschen U-Bootes U 124 (unter dem Kommando von Kapitänleutnant Johann Mohr), das sich auf der Suche nach dem U-Boot U 126 befand (das die überlebenden Besatzungsmitglieder des am 22. November versenkten deutschen Hilfskreuzers Atlantis teilweise aufgenommen hatte), zufällig die mit etwa 17 kn Fahrt nach Süden laufende Dunedin östlich des Sankt-Peter-und-Sankt-Pauls-Felsens, etwa 900 Seemeilen westlich von Freetown. Auf dem britischen Kreuzer wurde das Periskop des U-Bootes zwar bemerkt, doch leitete man kein Ausweichmanöver ein, sondern steuerte mit hoher Fahrt auf das U-Boot zu, um einen Rammstoß ausführen zu können. U 124 tauchte zunächst vor dem anlaufenden Gegner ab und brachte sich in eine günstigere Schussposition. Etwa 25 Minuten später tauchte das U-Boot schräg hinter dem britischen Schiff wieder auf und feuerte um 15:21 Uhr aus rund 5.700 m Entfernung einen Fächer von drei Torpedos auf die Dunedin ab.
Um 15:26 Uhr trafen zwei Torpedos die Dunedin auf der Steuerbordseite. Der erste schlug mittschiffs ein und verursachte einen schweren Wassereinbruch in den Maschinenräumen. Zudem zerstörte er die Funkanlage und ließ die Bordstromversorgung zusammenbrechen. Der zweite Torpedo traf achtern, riss das hinterste 152-mm-Geschütz über Bord und zertrümmerte die Schraubenwellen. Da das Schiff mit relativ hoher Fahrt lief, hielten die Querschotten dem Wasserdruck nicht stand und brachen. Innerhalb von wenigen Minuten begann die Dunedin deswegen über das Heck zu sinken. Ein Notruf konnte wegen der zerstörten Funkanlage nicht gesendet werden. Um 15:43 Uhr war das Schiff von der Wasseroberfläche verschwunden. Schätzungsweise 200 Seeleute waren alleine durch die Torpedierung und beim Untergang getötet worden, darunter auch der Kommandant, Richard S. Lovatt.
Rund 280 Seeleute, viele davon verwundet, klammerten sich indessen an aufschwimmende Trümmer und sieben Carley-Flöße. Das U-Boot umkreiste kurz die Untergangsstelle, lief dann aber vom Ort des Geschehens ab.

### Das Schicksal der Schiffbrüchigen
Die auf dem Meer zurückgebliebenen Besatzungsmitglieder der Dunedin starben an den folgenden Tagen nach und nach an ihren Verwundungen oder an Entkräftung, verdursteten oder fielen Angriffen von Haien zum Opfer. Da kein Notruf abgesetzt worden war, wurde auch kein Schiff zur Rettung ausgesandt und das Schicksal des Kreuzers blieb vorerst unbekannt. Erst am 27. November, drei Tage nach dem Untergang, stieß der einzeln fahrende amerikanische Frachter Nishmaha, auf dem Weg von Takoradi nach Philadelphia, östlich des Sankt-Peter-und-Sankt-Pauls-Felsens zufällig auf ein auseinandergezogenes Trümmerfeld und fand in diesem noch 72 völlig erschöpfte Schiffbrüchige.
Der US-Frachter barg die Überlebenden, doch starben von diesen am folgenden Tag noch einmal fünf an Erschöpfung oder an erlittenen Verletzungen an Bord der Nishmaha. Somit hatten von den rund 280 Seeleuten, die sich anfangs von der sinkenden Dunedin hatten retten können, noch einmal über 200 während des dreitägigen Treibens auf dem Atlantik den Tod gefunden. Die Geretteten wurden später von dem amerikanischen Schiff nach Trinidad gebracht.
Insgesamt starben bei der Versenkung der Dunedin 419 britische Seeleute; nur 67 Besatzungsmitglieder (vier Offiziere und 63 Mannschaftsdienstgrade) überlebten letztlich.